# Кейд (Луїзіана)
Кейд (англ. Cade) — переписна місцевість (CDP) в США, в окрузі Сент-Мартін штату Луїзіана. Населення — 1874 особи (2020).

## Географія
Кейд розташований за координатами 30°5′33″ пн. ш. 91°53′57″ зх. д. / 30.09250° пн. ш. 91.89917° зх. д. (30.092487, -91.899215).  За даними Бюро перепису населення США в 2010 році переписна місцевість мала площу 17,18 км², уся площа — суходіл.

## Демографія
Згідно з переписом 2010 року, у переписній місцевості мешкали 1723 особи в 651 домогосподарстві у складі 475 родин. Густота населення становила 100 осіб/км².  Було 714 помешкання (42/км²).
Расовий склад населення:
| - 59,5 % — білих - 35,2 % — чорних або афроамериканців - 1,9 % — азіатів - 0,2 % — корінних американців - 1,9 % — осіб інших рас |

До двох чи більше рас належало 1,3 %. Частка іспаномовних становила 2,7 % від усіх жителів.
За віковим діапазоном населення розподілялося таким чином: 25,0 % — особи молодші 18 років, 64,3 % — особи у віці 18—64 років, 10,7 % — особи у віці 65 років та старші. Медіана віку мешканця становила 39,3 року. На 100 осіб жіночої статі у переписній місцевості припадало 94,9 чоловіків;  на 100 жінок у віці від 18 років та старших — 94,7 чоловіків також старших 18 років.
Середній дохід на одне домашнє господарство  становив 70 397 доларів США (медіана — 48 750), а середній дохід на одну сім'ю — 88 110 доларів (медіана — 71 736). За межею бідності перебувало 15,5 % осіб, у тому числі 45,0 % дітей у віці до 18 років та 5,5 % осіб у віці 65 років та старших.
Цивільне працевлаштоване населення становило 711 осіб. Основні галузі зайнятості: освіта, охорона здоров'я та соціальна допомога — 26,2 %, сільське господарство, лісництво, риболовля — 12,8 %, роздрібна торгівля — 10,3 %, оптова торгівля — 9,6 %.